# Проблемна задача
«Проблемна задача» — це мета, яку треба досягти шляхом перетворення заданих умов. Задача містить у собі реальну або удавану суперечність, котра викликає пізнавальне утруднення. Проблемну задачу неможливо розв'язати лише пригадуванням готових знань, необхідно розмірковувати, шукати зв'язки та відносини, добирати докази. Проблемні задачі  використовується в методиці розвитку критичного мислення С.О. Терно.[1]

## Стратегія розв'язування проблемних задач
Проблемна задача розв'язується, як правило, в такій послідовності:

1. З'ясовується, яка інформація потрібна для розв'язування проблеми і якою інформацією ви володієте.

2. Розробляється план, щоб поступово, крок за кроком, поєднати наявну інформацію з невідомою; на цьому етапі використовується такі правила:
- розділити проблему на частини;
- розв'язати більш прості проблеми, що відбивають деякі аспекти основної проблеми;
- використати графічні зображення, щоб представити проблему різними способами;
- розглянути окремі випадки, щоб «відчути проблему».

3. Виконати план дослідження поетапно.

4. Здійснити огляд рішення і переконатися, що воно є дійсно розв'язанням даної проблеми та відповідає наявній інформації. [2]

## Методи розв'язування проблемних задач
Метод — спосіб досягнення мети, певним чином упорядкована діяльність.
Аналіз — практичне чи уявне розкладання досліджуваного об'єкта на характерні для нього складові. Наприклад: життя суспільства складається з:
1. політики (влада);
2. економіки (власність);
3. соціальних відносин (прошарки, класи, верстви);
4. духовного життя (культура).

Синтез — практичне чи уявне поєднання елементів (частин) чи властивостей (сторін) досліджуваного об'єкта в єдине ціле.

Порівняння — розумова операція, що полягає у встановленні ознак подібності та відмінності між предметами та явищами. Наприклад, порівнювати ми можемо революції, промислові перевороти, війни.

Класифікація — розподіл сукупності предметів на групи відповідно до певної ознаки або кількох ознак. Наприклад: капіталістичні монополії поділяються на види за ступенем концентрації виробництва і капіталу: картелі, синдикати, трести, концерни.

Узагальнення — поєднання подібних предметів за спільними для них ознаками. Воно скорочує кількість інформації, замінює знання безлічі подібних випадків знанням одного принципу.

Аргументація — низка пов'язаних суджень, спрямованих на переконання слухачів або читачів в істинності висновку. Вона складається з таких частин:
1. висновок — думка, що підлягає доведенню (відповідає на запитання: що?)
2. посилка — довід, що підтримує висновок (відповідає на запитання: чому?)
3. припущення — твердження, що не підтверджено жодними доказами;
4. визначник — обмеження, яке накладається на висновок (істинність висновку за певних умов);
5. контраргумент — довід, що спростовує висновок.

Оцінка історичних явищ – метод наукового дослідження, який передбачає з’ясування та обґрунтування значущості історичних подій, явищ та процесів. Виділяють: історичну оцінку, політичну оцінку та моральну оцінку. Оцінювати історичні події можна за масштабами їх впливу у часі й просторі – це так звана історична оцінка. Якщо оцінка передбачає з’ясування корисного досвіду, що є актуальним на сьогодні, – це політична оцінка. Моральна оцінка передбачає визначення відповідності людських учинків моральним нормам. Як правило, моральна оцінка має вигляд судження, що висловлює схвалення або засудження подій, явищ та процесів. При цьому слід враховувати відповідність оцінки сучасним моральним нормам та нормам того часу, що вивчається. Дуже часто це зовсім різні оцінки, оскільки моральні норми змінюються з часом. Чим більш усебічна оцінка історичних подій, явищ та процесів, тим ширше та глибше наше розуміння минулого. Важливо, щоб оцінка була обґрунтована.

## Правила логічного мислення та доведення
Логічне мислення або правильне мислення — це мислення відповідно до законів логіки. Основне завдання логіки — відрізнити правильні розмірковування від хибних.

Судження — речення в якому щось стверджується або заперечується (приміром, в 1914 році почалася Перша світова війна).

Умовивід — речення, в якому на підставі одного або кількох суджень робиться висновок (Німеччина втратила у війні 2037 тисяч чоловік, Росія — 1811 тисяч. Висновок порівняння: Німеччина втратила на 226 тисяч чоловік більше).

Індукція — перехід від окремого до загального (наприклад, Німеччина, Франція, Італія — республіки. Всі вони — європейські держави. Всі європейські держави — республіки). Індукція дає лише ймовірне знання.

Дедукція — перехід від загального до окремого (наприклад, в усіх інформаційних суспільствах основою життя є інформація. США у XXI столітті — це інформаційне суспільство. Основою життя США XXI століття є інформація). Дедукція являє собою логічний перехід від однієї істини до іншої. Це суто логічний спосіб обґрунтування [1].
До основних законів логіки відносяться:
1. Закон тотожності: будь-яке поняття і судження повинні бути тотожними до себе; якщо висловлювання істинне, то воно істинне.
2. Закон протиріччя: висловлювання і його заперечення не можуть бути одночасно істинними; жодне висловлювання не може бути одночасно істинним і помилковим (не можуть бути одночасно істинними дві протилежні думки про один й той самий предмет, узятий у той саме час і в тому самому відношенні).
3. Закон виключеного третього: між суперечливими висловлюваннями немає нічого середнього, тобто третього висловлювання не дано.
4. Закон достатньої підстави: будь-яка істинна думка повинна бути обґрунтованою, тобто підтвердженою фактами.

Доведення – це правильний умовивід з істинними посилками.
У доведенні розрізняють:
- теза — твердження, яке потрібно довести;
- підстава — положення, за допомогою яких доводиться теза;
- демонстрація — логічний зв'язок між аргументами й тезою.

Приклад застосування законів логіки.

Необхідно довести тезу: Всі трести отримують надприбуток.

Аргумент: усі капіталістичні монополії контролюють ринок з метою отримання надприбутку; всі трести є різновидом капіталістичних монополій.

Умовивід: усі трести отримують надприбуток. [3].

## Засоби розв'язування проблемних задач
Засоби розв’язування проблемних задач — це допоміжні інструменти, що дозволяють упорядкувати, унаочнити та узагальнити історичну інформацію. До них належать графічні організатори інформації, таблиці та конспекти.
Графічні організатори інформації – упорядкування текстової інформації у вигляді логічних схем. Інколи для ліпшого розуміння певної теми треба представити інформацію у вигляді лінійної послідовності

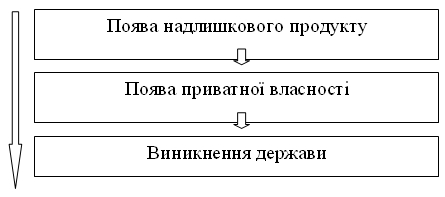
Логічна схема "Виникнення держави"

Інформація, з якою доводиться мати справу, часто є більш складною, ніж прості лінійні ланцюжки. Альтернативним способом її представлення виступає зображення у формі ієрархії, або ієрархічного дерева . У цьому разі вона упорядковується відповідно до правил класифікації.

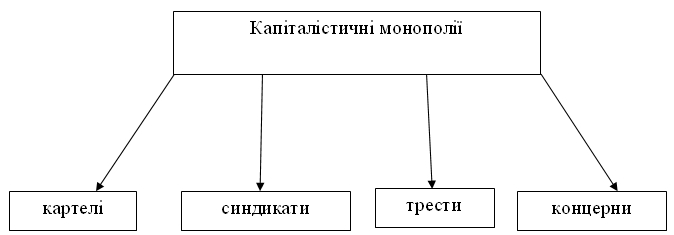
Логічна схема "Капіталістичні монополії" у вигляді ієрархічного дерева

У роботі над протилежними оцінками історичних явищ та подій у нагоді може стати таблиця "Плюс-мінус-цікаво". У першій колонці такої таблиці записуються аргументи "за", у другій – "проти", а у третій – ті, які не можна точно ідентифікувати.
До форм конспектування відносять:

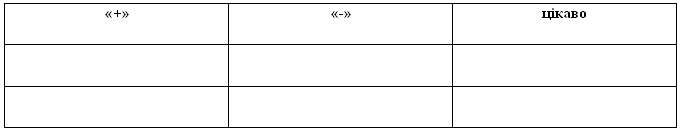
"Плюс-мінус-цікаво"

- План - перелік основних думок у тексті.
- Виписки - уривки тесту, що містять важливі думки, точні характеристики, яскраві висловлювання.
- Тези - стислий виклад основних думок твору, мають стверджувальний характер.
- Анотація - коротка характеристика змісту твору.
- Резюме - коротка оцінка висновків автора твору.
- Конспект - розширені тези, доповнені розмірковуваннями і доказами, міркуваннями автора конспекту (містить виписки, факти, приклади, цифри, схеми тощо).

Методи й засоби розв'язування проблемних задач, безумовно є важливими інструментами мислення, проте не менш важливими для успішного розмірковування є закони та правила логіки. Саме дотримання правил логіки дозволяє робити правильні умовиводи.

## Приклади задач
Всесвітня історія (інтегрований курс). 6 клас 
Тема 1. Життя людей за первісних часів.
Завдання 1.
Яке із тверджень, на вашу думку, є правильним й чому: 
1) природа у давні часи мала значний вплив на господарство і суспільство; 
2) людина в давні часи мала значний вплив на господарство і суспільство. 
Свою відповідь поясніть, спираючись на історичні факти.
Історія України. 7 клас
Тема 2. Київська Русь наприкінці X – у першій половині XI ст.
Завдання 1.
Поміркуйте над проблемою. Князя Ярослава прозвали в народі Мудрим. Але, на відміну від свого батька Володимира, він не став героєм билин та сказаній. Чому так сталося?
Всесвітня історія. 8 клас
Тема 1. Великі географічні відкриття: зустріч цивілізацій. 
Завдання 1.
Подорожі Христофора Колумба привели до встановлення постійних економічних, політичних та культурних зв'язків між Європою та Америкою. Яку оцінку можна дати наслідкам цих взаємин: позитивну чи негативну? Свою відповідь обґрунтуйте.
Історія України. 9 клас
Тема 1. Українські землі у складі Російської та Австрійської імперій наприкінці XVIII – у першій половині XIX ст.
Завдання 1.
Правильно чи помилково стверджувати, що умови життя українців в Австрійській імперії були ліпшими, ніж в Російській? Свою відповідь обґрунтуйте, спираючись на історичні факти.
Всесвітня історія. 10 клас
Тема 2. Повоєнне облаштування світу. Версальсько-Вашингтонська система договорів.
Завдання 1.
Використовуючи аналіз, порівняння та доведення, визначте свою позицію щодо тверджень: 1) "Версальсько-Вашингтонська система мирних договорів ліквідувала усі суперечності у післявоєнному світі"; 2) "Версальсько-Вашингтонська система мирних договорів заклала фундамент для розв'язання Другої світової війни". Свою відповідь обґрунтуйте, спираючись на правила переконливої аргументації, закони логіки, докази та методи історичного пізнання.
Історія України. 11 клас
Тема 2. Україна в перші повоєнні роки (1945 – початок 50-х рр.)
Завдання 1.
У чому полягають сильні та слабкі сторони політики післявоєнного відновлення України (1945 – початок 1953 р.). Чи можливо було досягти найкращих результатів? Свою відповідь обґрунтуйте.
[1].

## Висновок
Озброївши учнів принципами та методами пізнання, стратегіями розв'язання задач та законами логіки відповідно до вікових можливостей, вчитель може приступати до розв'язування задач. При цьому слід пам'ятати, що кожна задача — унікальна, тому не варто розв'язувати її за готовими шаблонами. Буде корисно, якщо ви навчите учнів для кожної нової задачі дібрати необхідні процедури й упорядкувати їх в єдину стратегію.